# Oud-Diemen
Oud-Diemen is de oudste bewoningskern in de Noord-Hollandse gemeente Diemen. Thans is het omsloten door de nieuwbouwwijk Vogelweide, onderdeel van Diemen-Noord.

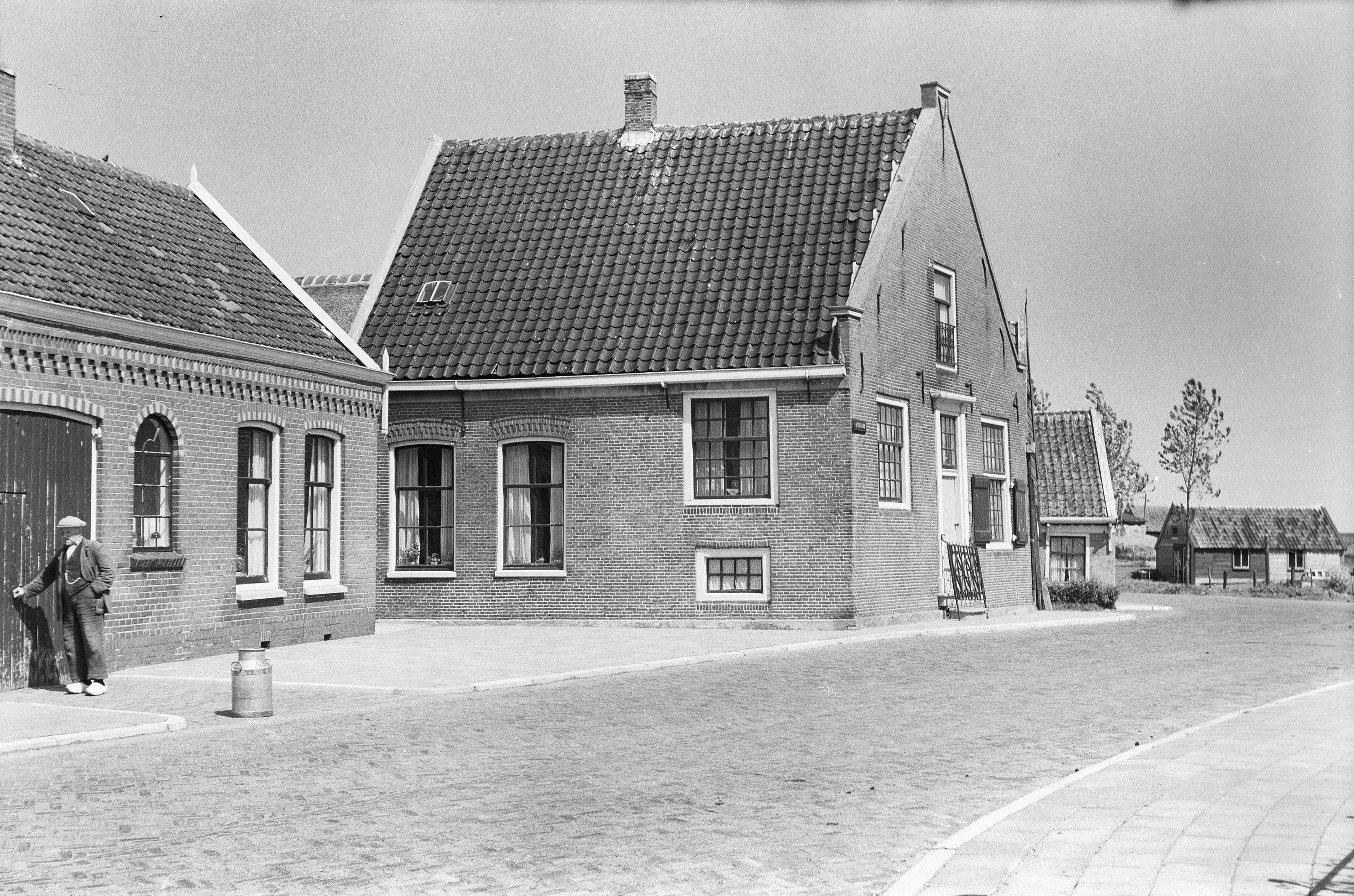
Nog bestaande boerderij Vredehof aan de Ouddiemerlaan 529; mei 1957.

De oudste sporen van bewoning dateren uit 1033. De eerste bewoners van Diemen bewoonden een circa drie meter hoge terp. Hier bevond zich een houten kerkje en een kerkhof. Uit een oorkonde uit 1310 is gebleken dat de (eerste) Mariakerk van (Oud-)Diemen, gebouwd kort na 1100, een dochter was van de kerk te Muiden.
Op de begraafplaats in Oud-Diemen zijn bij opgravingen de fundamenten van een in de 15e eeuw gebouwde stenen kerk gevonden. Deze Mariakerk moest in 1807 wegens instortingsgevaar worden gesloopt en werd vervangen door een nieuwe kerk te Diemerbrug.
Door de aanleg van de Weespertrekvaart en de Muidertrekvaart in 1638-1640 is rond de Diemerbrug een nieuwe dorpskern ontstaan. Oud-Diemen raakte daarna in verval.
De schilder Rembrandt heeft in de 17e eeuw diverse etsen en tekeningen van het landelijke Oud-Diemen gemaakt.
Tegenover de oude boerderij Vredehof werden in 1993 enkele oude woningen aan de Ouddiemerlaan als kopie herbouwd, waaronder de herberg 't Rechthuys, waar tussen circa 1550 en 1800 door de schout en schepenen recht werd gesproken.